# Aire ke respiro
«Aire ke respiro» es el primer sencillo del primer álbum de estudio de ErPeche, titulado "Doblando la dosis".

## Información de la canción
La letra de la canción habla de un amor.
Esta canción se estrenó antes, en el CD Imaginar y en otras maquetas anteriores.

## Estreno oficial
El 1 de agosto, la canción se estrenó en Internet, en YouTube, pero antes se estrenó en 40 Latino.

## Controversia
La canción es originalmente cantada por ErPeche y Zahara.
Esta canción, no ha sido interpretada ni por Melendi, ni por Estopa, la cantante original no es La Húngara la cual hace su propia versión, a pesar de que diversos medios de descargas en Internet lo afirmaban.
- Datos: Q5661331